# Растко Петрович
Растко Петрович (на сръбски: Растко Петровић или Rastko Petrović) (1898–1949) е сръбски поет, романист, пътеписец, есеист, етнограф, литературен и художествен критик, надарен график, кинооператор и фотограф, сред най-влиятелните и най-значими сръбски писатели между Първата и Втората световна война.

## Живот и творчество

### Младежки години
Роден е на 3 март 1898 г. като 9-о дете на Мита Петрович, член на Данъчната управа на Белград, и Милева Зорич-Петрович, учителка, племенница на известния сръбски политик Светозар Милетич. Понеже остава рано без майка, Растко е отгледан от по-големите си сестри и брат. Най-голямата му сестра, Надежда Петрович (1873–1915), е известна сръбска художничка. В дома на семейство Петрович чести гости са видни интелектуалци от онова време: граф Иво Войнович, Силвие Страхимир Кранчевич, Иван Чипко, Иван Мещрович и др. Мита Петрович също се занимава с писане и рисуване, публикува и капитален тритомен труд „Финанси и учреждения в обновена Сърбия“ (1898). В ръкопис оставя книгата „Военни бележки“ (Ratne beleške) за събитията в Явор и Топлица през 1876–1878.
За Растко се грижи предимно сестра му Зора (1882–1949), тъй като Надежда участва като милосърдна сестра-доброволка в Балканските войни и Първата световна война. През 1914 г. умира Анджа (1891–1914), шестата сестра на Растко, а през 1915 г. Надежда умира от тиф; същата година в Германия умира и сестра му Драга (1895–1915), която следва медицина там, а брат му Владимир (1880–1915) загива на фронта, при изтегляне на сръбските войски от Албания. През Албания минава и Растко със сестра си Зора, като това отстъпление му оставя трайни следи – по-късно го отразява в романа си „Ден шести“ (Dan šesti). Останалите живи членове на семейство Петрович заминават за Ница, Франция, където Растко продължава образованието си от VI клас на гимназията. В Ница се сприятелява с Душан Матич, също гимназист, който по-късно става известен сръбски поет и есеист.
Растко Петрович мечтае да следва музика, но прави компромис и записва право в Париж. Започва да пише поезия и публикува петнайсетина стихотворения за Косово в „Забавник“ на Бранко Лазаревич. Обича да посещава прочути парижки кафенета, в които се запознава с редица знаменити френски модернисти: Андре Бретон, Пол Елюар, Жан Кокто и др. Париж изиграва съдбоносна роля във формиране на личността на Растко Петрович като интелектуалец. Там се среща и разговаря и с известни художници като Пабло Пикасо, запознава се и с бъдещия нобелист Андре Жид, с когото поддържа връзка до края на живота си. Сближава се и с емигранти- хора на изкуството, сред които са Миливой Узелац и Милош Църнянски.

### Първи книги
През октомври 1920 г. Растко Петрович завършва следването си, получава диплома на юрист и се завръща в Белград. По това време той е обзет от идеята за произхода, славянството, митологията и древните корени на сръбската литература и отразява това в първата си книга „Бурлеска на господин Перун, Бог на гръмотевиците“(Burleska Gospodina Peruna Boga Groma), издадена от Станислав Винавер през 1921 г. в авангардната библиотека „Албатрос“. Растко Петрович се присъединява към т.нар. Група на творците от кафене „Москва“, сближава се с известния белградски архитект Александар Дероко, публикува творби в списание „Зенит“ на Любомир Мицич. През 1921 сътрудничи на загребското списание „Критика“ и белградското „Путеви“ (пътища), в които излиза поетичната му творба „Паметник“, в която Христос е представен като еротичен символ. По този повод Светият синод на Сръбската православна църква го заплашва с отлъчване. Растко Петрович обаче излиза с изявление, в което изтъква, че стихът, предизвикал странна полемика, няма никаква връзка с Христос на православната църква. През 1921 г. Растко Петрович става постоянен сътрудник на седмичника „Време“. Пътува много: отново посещава Париж, откъдето донася голямо количество дадаистични публикации, обикаля манастири в Сърбия, Македония, Черна Гора, Далмация.
През декември 1922 г. излиза втората книга на Растко Петрович, стихосбирката „Откровение“, в 400 номерирани екземпляра. Поезията му предизвиква възторжени отзиви у някои, като напр. Станислав Винавер и Милош Църнянски, а у други – жестоки критики, като напр. Живко Миличевич, дългогодишен литературен редактор във в. „Политика“. През същата година Растко Петрович публикува в сп. „Време“ есета за пътуванията си из Македония.

### Кариера
В края на 1923 г. Растко Петрович постъпва на работа в Министерството на външните работи, като през 1924 г. е стажант. Поверена му е организацията при посрещането на чужденци и литературно-художествената пропаганда. През 1924 г. Растко Петрович започва да си води записки за бъдещия роман „Ден шести“, започва да сътрудничи в новото списание „Сведочанства“ (свидетелства), чийто редактор е близкият му приятел Марко Ристич (който 30 години по-късно обявява, че Растко Петрович е мъртъв за литературата).
През 1926 г. Растко Петрович е назначен за писар в Посолството на Кралството на сърби, хървати и словенци във Ватикана, където посланик е известният сръбски поет Милан Ракич.
В началото на 1927 г. „Српски књижевни гласник“ започва да издава романа на Растко Петрович „Със сили неизмерими“ (Sa silama nemerljivim). През ноември същата година Растко Петрович пътува до Париж, където прекарва един месец сред известни имена като Корбюзие, Макс Ернст и др. и в известни вариетета като „Мулен Руж“, „Фоли Бержер“ и „Олимпия“, рисува кейовете на Сена, посещава прочутата катедрала „Нотр Дам“.
През декември 1928 г. Растко Петрович предприема пътуване до Африка. Заминава с кораб от Марсилия за Сенегал и пропътува 16000 километра по суша и море. Вълнуващите си впечатления отразява в пътеписа „Африка“, публикуван през 1930 г. от издателя Геца Кон. През 1931 г. същият издател публикува книгата „Хората говорят“ (Ljudi govore), писана по време на пътуванията на Растко Петрович и считана от него за „значителна по своята нова форма, по това, което съдържа“.
През 1931 г. Растко Петрович се връща в Белград, където е повишен в секретар в Министерството на външните работи. В сп. „Време“ публикува рецензии за нови книги, критика и статии за сюрреализма. През същата година пътува до Испания и Турция. През лятото на 1933 г. пътува до Сараево, където прави много рисунки и снимки, среща се с Милан Дединац, Тин Уевич и други сараевски писатели. През 1934 г. интензивно сътрудничи в „Политика“. През същата година става член на Масонската ложа, но не защото е привърженик на нейните идеи, а защото го привличат баловете и партитата на изисканото белградско общество и компанията на хубави жени. През 1935 г. пътува до Лондон, Париж, Дюселдорф, Венеция, чувства се изключително щастлив на път.
През по-голямата част от 1935 г. Растко Петрович работи върху първия вариант на ръкописа на романа „Осем седмици“ (Osam nedelja), по-късно озаглавен „Ден шести“. Този роман е замислен като своеобразен грандиозен строеж, който израства така, „както се композират фрески и монументални платна“. Това е роман-спомен, с чието писане Растко Петрович се освобождава от албанския си кошмар.

### В Америка
През 1935 г. на Растко Петрович е предложено посланическо място в Берлин, но той предпочита да замине за Америка като вицеконсул в Чикаго. Напуска Белград през ноември 1935 г., за да не го види никога повече. В Чикаго среща нови приятели, опознава града и околностите му, а през лятото на 1936 г. пътува и до Канада. През юли 1936 г. Растко Петрович е назначен за временно изпълняващ длъжността посланик на Кралство Югославия във Вашингтон. През август същата година претърпява автомобилна катастрофа, при която получава сериозни контузии. След като се възстановява, предприема пътувания из САЩ и някои страни от Северна Америка – Мексико и Куба. Там има възможност да посети различни музеи, галерии и ателиета на известни художници, въодушевява го древната култура на инките и маите.
В писмата си до приятели Растко Петрович постоянно изтъква, че в живота го интересуват само три неща: любовта, писането и свободата. В началото на Втората световна война, при бомбардировката на Белград на 6 април 1941 г. една бомба пада и върху къщата на Растко Петрович. Изгарят семейната библиотека, архивът с негови документи, писма, рисунки и част от ръкописа на баща му.
След започване на войната югославското правителство в емиграция не може да финансира посолството си в САЩ и Растко Петрович започва да изпитва финансови затруднения. Дори превежда романа си „Ден шести“ на английски език с намерение да го предложи на някой американски издател. По време на войната написва и драмата „Сабинянки“ (Sabinians) на английски език.

### В емиграция
Веднага след завършване на Втората световна война в САЩ пристига посланикът на Титова Югославия, Станое Симич, бивш кралски посланик в Москва, с когото Растко Петрович се познава. От него научава, че приятелят му Марко Ристич е назначен за посланик в Париж. Растко Петрович му изпраща развълнувано писмо, в което го поздравява и го моли за съдействие. Обаче съдбите им окончателно се разминават и Марко Ристич не му подава ръка, като по-късно се оправдава, че „политиката не знае сълза“.
Растко Петрович продължава живота си като емигрант. Скита немил-недраг, като преживява предимно от помощи на приятели, у които обядва и вечеря. През ноември 1945 г., преди операция от херния, Растко Петрович пише завещанието си, опасявайки се, че няма да я преживее. По същото време завършва стихосбирката си „Когато падне пръстен златен“ (Kad padne burma zlatna) с откъси от недовършена поема, която е щяла да бъде озаглавена „Вълк“ (Vuk) и върху която е работил 1923 до 1928 г., но която е изоставена по различни причини. Според Растко Петрович Вълкът от тази поема представлява „човека, който се бори с божеството, това е звяр, който... се мъчи да победи Слънцето“
Растко Петрович се опитва да живее от литература, но не му се удава съвсем. В няколко литературни списания успява да публикува по нещо малко. Все пак, живее в един от най-хубавите квартали на Вашингтон и успява да изпраща на сестрите си Милица (1876–1964) и Любица (1885–1975) дрехи, кафе и шоколад. Безпокои го обаче отслабването на зрението му. Все повече се уморява и по-трудно чете. През май 1946 г. е опериран от катаракта.

### Смърт
Изведнъж, неочаквано, парижкият „Монд“ публикува вестта: „От Вашингтон ни съобщават за смъртта на югославския поет и романист Растко Петрович... Неговата смърт на 51-годишна възраст ще се почувства дълбоко в литературния свят“.
В тогавашна Югославия никой не известява за смъртта на Растко Петрович... Изпълнителят на завещанието му, Иван Франгеш, пише до Любица, сестрата на Растко Петрович и я уведомява за това, че Растко Петрович е починал на 15 август 1949 г. от тромбоза на сърцето. В православната църква във Вашингтон е извършен обред, а Растко Петрович е погребан в гробището на Шейди Груув. В Белград никой не отдава почит на големия сръбски творец. Единствено сестрите му поръчват опело в църква.
Посмъртните останки на Растко Петрович биват пренесени в родината му едва през 1986 г. и погребани с почести в присъствието на голям брой писатели и културни дейци.